# 7α-羟基DHEA
7α-羟基DHEA（英語：或7α-OH-DHEA，全称7α-羟基脱氢表雄酮，7α-Hydroxydehydroepiandrosterone，也称为3β,7α-二羟基雄-5-烯-17-酮，3β,7α-dihydroxyandrost-5-ene-17-one）是一种内源性的天然雄激素，是脱氢表雄酮的主要代谢产物之一（另一种是7β-羟基DHEA），这一反应在前列腺由CYP7B1催化，在肝脏由CYP3A4催化。